# Fascio di His
Il fascio di His, o, più correttamente, fascio di Paladino-His, è una parte del sistema di conduzione del cuore, formato da miocardio specifico. Conduce l'impulso elettrico cardiaco dal nodo atrio-ventricolare ai ventricoli.
Il fascio fu descritto la prima volta da Wilhelm His e da Giovanni Paladino, motivo per cui è noto anche come fascio di Paladino-His.

## Anatomia
Il fascio si irradia dal nodo atrio-ventricolare (nodo di Tawara) discendendo lungo il setto ventricolare e si divide in due branche, una destra e una sinistra. Da quest'ultima si dipartono l'emibranca anteriore e l'emibranca posteriore. I fasci di His si collegano alle fibre di Purkinje (dal nome dell'anatomista boemo Jan Evangelista Purkyně) le quali penetrano nel miocardio ventricolare attraversando i muscoli papillari e la parete laterale dei ventricoli.

## Fisiologia
Dal punto di vista elettrofisiologico, gli impulsi elettrici provenienti dal nodo atrio-ventricolare viaggiano rapidamente lungo queste fibre, producendo un'energica contrazione dei ventricoli (sistole) con conseguente immissione del sangue nelle arterie.